# دايهاتسو
دايهاتسو شركة يابانية متخصصة في إنتاج السيارات الصغيرة تأسست عام 1907 وهي خاضعة لشركة تويوتا اليابانية للسيارات، وتعد سيارات الشركة من أكثر السيارات عملية خاصة في المدن المزدحمة لذا فلا غرابة من أن تكون السوق اليابانية هي أكبر أسواقها حيث الاهتمام الأكبر منصب على حجم السيارة المدمج الملائم لعملانية الحياة اليابانية ولازدحام المدن هناك.

## نشاط دايهاتسو في ماليزيا
تمتلك دايهاتسو وحدات إنتاج في ماليزيا بالتعاون مع شركة (بيرودوا) التي تسوق طرازات الشركة اليابانية تحت مسميات مختلفه مع نفس التصميم الخارجي والإمكانات الداخلية.

## نشاط دايهاتسو في أوروبا
تحتل دايهاتسو مكانة لا بأس بها في أوروبا كما تمتلك وحدات إنتاجيه في إيطاليا.

## نشاط دايهاتسو في الشرق الأوسط
تمتلك دايهاتسو مكانة بالشرق الأوسط ولا سيما مصر وبعض دول مجلس التعاون الخليجي حيث أن وكلاء الشركة في معظم الدول الشرق اوسطيه من أقوي وكلاءدايهاتسو ففي سلطنة عمان تمتلك مجموعة سعود بهوان وكيل تويوتا وكالة دايهاتسو وفي الإمارات العربية المتحدة شركة اليوسف موتورز. وفي المملكة العربية السعودية ومصر عبد اللطيف جميل وفي الأردن شركة ديهاتسو الأردن وفي سوريا شركة السعدي التجارية وفي العراق وكيل تويوتا ولوكيل الرسمي في الشرق الأوسط لدا تويوتا بازرعه اليمن

## نشاط دايهاتسو في تركيا
تمتلك شركة عبد اللطيف جميل موزع دايهاتسو وتويوتا في مصر والسعودية وكالة دايهاتسو في تركيا أيضا، وقد حصلت الشركة رغم المنافسة العالمية علي المركز الأول في خدمة العملاء في تركيا مقارنة بجميع توكيلات السيارات الاخري.
- وهيا ذات موديلين مختلفين:

1. بيك أب
2. فان

وهيا أول مره لدايهاتسو ان تطرح مثل هذه السيارات في السوق العالمي والمصري، فالسيارة جديدة الموديل يعني هذا هو أول موديل لها، وأن السيارة لها سوق في مصر لما يحتاجه السوق المصري من مثل هذه السيارات في المشاريع التجارية ذات الأستثمارات المحدودة داخل مصر، وبما تتمتع به السيارة من صغر الحجم الخارجي وفي نفس الوقت سعة الحجم الداخلي لها مقارنة بحجمها الكلي وقلة استهلاك الوقود لما تتمتع به من محرك DOHC, DVVT 3SZ-VE ذو سعة 1500 سي سي عدد 16 صباب، وهناك سيارت مثيلة لهذا الموديل مثل السوزوكي الفان والبيك أب الصغيرة التي موجوده في مصر من سنين، ولكن الفارق الآن ان دايهاتسو ياباني والسوزوكي هندي والحجم الداخل سيبقى في صالح دايهاتسو.

## نايل موتورز
وبتوضيح عن الأشياء المشتركة بين الموديلين البيك أب والفان معاً وحسب تصريح نايل موتورز يقال متى يعاد نزولها.

## ابرز طرازات الشركة
1- ماتيريا (السيارة المدمجة).
2- تيريوس (رباعية الدفع من الحجم الصغير 5 أو 7 راكب).
3- سيريون.
4- كيور(شاريد).
5- تريفس (سيارة ذات خطوط كلاسيكيه).
6- سونيكا(سوبر ميني كار).
7- اكسينيا(نسخة طبق الاصل من تويوتا افانزا).

## موديلات تيريوس
اما سيارةتيريوس فمنها 5 موديلات مختلفة (رباعية الدفع من الحجم الصغير 5 أو 7 راكب) تسمي السيارة 5 راكب تيريوس ام 7 راكب تسمي جراند تيريوس بمحركات الدفع الرباعي واطلقت شركة دايهاتسو منهم حوالي خمسة موديلات من كل فئة - بلانتيوم G ويصل سعرها الي بـ115.900 جنيه للطراز «بلاتينيوم G»، بينما «بلاتينيوم GX» بلغ سعره 122.900 جنيه.
ويصل سعر "تيريوس بلاتينيوم GX Limited Edition 125.900 جنيه، ثم "بلاتينيوم GXR مقابل 135.900 جنيه، وأخيرا "تيريوس بلاتينيوم VXR مقابل 149.000 جنيه.
وتزيد الأسعار في حالة اختيار الفئة 7 راكب (جراند) فتصل جراند تيريوس بلاتينيوم VXR 180.000 جنية

## مواضيع متعلّقة
- دايهاتسو ميدجت

## وصلات خارجية
- الموقع الرسمي